# The Spiders from Mars
The Spiders from Mars foi a banda de apoio do cantor de rock David Bowie no início dos anos 1970. Inicialmente, consistia em Mick Ronson na guitarra, Trevor Bolder no baixo e Mick Woodmansey na bateria.
O grupo teve suas origens na banda de apoio anterior de Bowie, the Hype, que contava com Ronson e Woodmansey, e Tony Visconti no baixo. Eles foram brevemente contratados como uma banda independente, conhecida como Ronno. Com Bolder assumindo o baixo, eles foram posteriormente nomeados pelo icônico álbum conceitual de Bowie de 1972, The Rise and Fall of Ziggy Stardust and the Spiders from Mars. Bowie originalmente queria que o tecladista Rick Wakeman se juntasse à banda (Wakeman havia tocado piano no segundo álbum de Bowie e em Hunky Dory e estava ativo na banda The Strawbs); no entanto, Wakeman recusou e, em vez disso, se juntou à banda de rock progressivo Yes. Wakeman participou sem créditos no álbum e colaborou novamente com Bowie em "Absolute Beginners".
A banda passou por uma série de tecladistas até a contratação de Mike Garson. Os Spiders from Mars estiveram presentes novamente no álbum de Bowie de 1973, Aladdin Sane. Outra perna da turnê seguiu naquele ano, com o show final capturado no filme Ziggy Stardust and the Spiders from Mars. O grupo adotou a persona de palco de Bowie, Ziggy Stardust, no estilo teatral da apresentação do material. A guitarra e os arranjos de Ronson durante a era dos Spiders from Mars não apenas se encaixavam nesse estilo, mas também serviram de base para muitos músicos do punk rock posteriormente.
O nome da banda veio de um evento ufológico em 27 de outubro de 1954, no qual uma multidão no estádio Artemio Franchi teria testemunhado naves marcianas que soltaram um material filamentoso fino, mais tarde hipotetizado como teias de aranhas migratórias. O nome da banda não veio, como às vezes acreditam os fãs de Bowie, das características aerográficas marcianas frequentemente rotuladas como 'aranhas' e 'aranhas bebês'.